# Sörla saga sterka

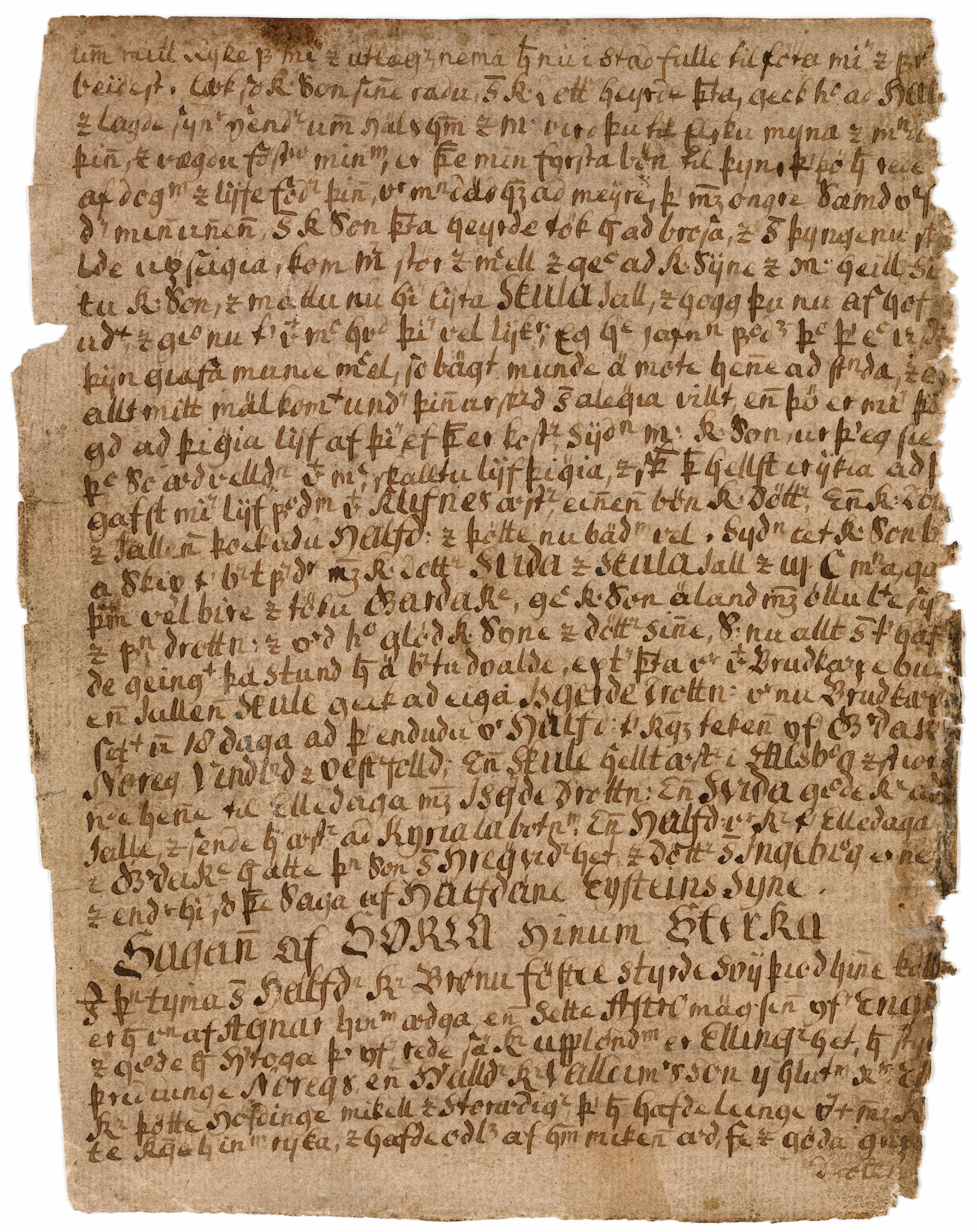
Sörla saga sterka, manuscrito F. 8v de Rask 32 del.

Sörla saga sterka es una saga legendaria en nórdico antiguo que fue escrita hacia el siglo XIV o XV.
Es una secuela de Hálfdanar saga Brönufóstra y como su precuela, los acontecimientos se desarrollan en Inglaterra, que era territorio vasallo de Suecia. Sörli el Fuerte era hijo del rey de Oppland, y estaba enemistado con el hijo adoptivo de Hálfdan Brönufostri (ahora rey de Suecia). Tras algunas aventuras en África, con grandes similitudes a las proezas de Halfdan en Helluland, Sörli se enfrenta a Halfdan, matándole, y toma posesión de su barco. Högni, hijo de Halfdan (ver  Hjaðningavíg), lucha contra él pero finalmente se hacen aliados.
Gran parte de la historia se presenta en formato similar en la mitad de la sección de Sörla þáttr.